# Юзеф Ружанський
Юзеф Ружанський (пол. Józef Różański; 13 липня 1907, Варшава — 21 серпня 1981, там же), ім'я при народженні Йосек Гольдберг — польський комуніст, офіцер НКВС СРСР і МГБ ПНР. Начальник слідчого департаменту МГБ, активний учасник політичних репресій у Польщі у 1945—1952 роках, вирізнявся особливою жорстокістю. У період польської десталінізації засуджено за застосування тортур. Звільнений за амністією після восьмирічного ув'язнення.

## Походження
Народився у сім'ї єврейського громадського діяча- сіоніста, журналіста Адама (Авраама) Гольдберга. Після розлучення батьків жив з матір'ю — Анною Ружаньською. Брат Юзефа Гольдберга-Ружанського, Біньямін Гольдберг, він же Єжи Борейша — був відомим комуністичним пропагандистом. Дядько, Лейб Гольдберг, — теж комуніст, член Єврейського антифашистського комітету СРСР, у період «боротьби з космополітизмом» заарештований, відправлений до ГУЛАГу, помер незабаром після звільнення. Сестра, Юдіт Гольдберг, загинула під час нацистської окупації.
Здобув домашню початкову освіту, після чого вступив до середньої школи. З підліткового віку Юзеф Гольдберг виявляв інтерес до марксизму. За участь у марксистському гуртку виключався зі школи. Вступив на юридичний факультет Варшавського університету. У 1929 році здобув докторський ступінь, хоча будь-які наукові роботи його авторства невідомі.
У 1930—1933 роках проходив юридичну практику в Апеляційному суді Варшави, але не склав іспит на суддю. До 1939 року працював адвокатом.

## Партія та війна
Під час навчання в університеті Юзеф Гольдберг примикав до Союзу незалежної соціалістичної молоді й організації Союз незалежної соціалістичної молоді «Життя», який відкололася від нього. Вступив до Спілки комуністичної польської молоді, потім до Комуністичної партії Польщі (КПП). Був функціонером «єврейського бюро» партії, з 1932 року — секретаріату КПП. Виїжджав за кордон для участі у єврейських комуністичних заходах. Встановив оперативний контакт з НКВС СРСР.
Після початку Другої світової війни Гольдберг разом з дружиною Белою Френкель (згодом Ізабелла Ружанська) перебрався на територію, зайняту радянськими військами. У Львові звернувся до НКВС, назвався співробітником. У 1940 році був призначений на службу до політвідділу для контролю й обробки польських військовополонених. Також інформував керівництво НКВС про настрої серед польських комуністів. Перебував на зв'язку з наркомом внутрішніх справ УРСР Іваном Сєровим.
22 червня 1941 року добровільно вступив до РСЧА. Через п'ять днів за власною вказівкою Лаврентія Берії відкликаний у розпорядження НКВС. Служив в охороні ув'язнених у Старобільську, Саранську, Самарканді. За деякими даними, особисто брав участь у стратах; сам Ружанський у своїй автобіографії цього не підтверджує. У лютому 1944 року приєднався до польської піхотної дивізії імені Ромуальда Траугутта. Закінчив офіцерські курси, служив у політорганах й армійських редакціях. Брав участь у боях на Волині.
Після поранення був переведений на службу до Відомства громадської безпеки (RBP) Польського комітету національного визволення. У структурі RBP Ружанський був заступником начальника VII секції, підпорядкованої слідчому відділу, на чолі якого стояв Єжи Седлецький. Прийняв дошлюбне прізвище матері та став іменуватися Юзеф Ружанський.

## У репресивному апараті
З січня 1945 року Юзеф Ружанський — капітан Міністерства громадської безпеки (МГБ), створеного на базі RBP. Спочатку служив у І департаменті МГБ (контррозвідка). Офіційно вступив в урядущу компартію ПРП, з 1948 року — ПОРП. Рекомендацію до партії Ружанського дав полковник Седлецький.
З липня 1947 року Юзеф Ружанський у званні полковника начальник Слідчого департаменту МГБ. Швидке службове просування було зумовлено зв'язком з Іваном Сєровим, Лаврентієм Берією та першим секретарем ЦК ПОРП Болеславом Берутом. Безпосереднім начальником Ружанського був заступник міністра Станіслава Радкевича генерал бригади Роман Ромковський. Ружанський і Ромковський зараховувалися до «єврейської» групи в органах держбезпеки. Лідером цієї групи вважався Якуб Берман — член Політбюро ЦК ПОРП, партійний куратор каральних органів, на той час друга постать у керівництві ПРП-ПОРП після Болеслава Берута. Ромковський, Ружанський, Анатоль Фейгін, Юзеф Святло, Юлія Брістігер мали безпосередній вихід на Бермана та вважалися як мінімум не менш впливовими, ніж міністр Радкевич.
Полковник Ружанський відрізнявся старанністю й ефективністю у реалізації керівних установок. Через слідство Ружанського пройшли сотні людей — учасники антикомуністичного опору, бійці АК, активісти WiN, їхні родичі, пов'язані з ними люди, які просто підозрювалися у нелояльності до панівного сталінського режиму. Зокрема, Ружанський вів справи Яна Жепецького, Вітольда Пілецького, Францишка Непокульчицького. Іншим напрямом репресій було партійне чищення у ПОРП. Підслідними Ружанського були такі комуністичні керівники, як Владислав Гомулка, Мар'ян Спихальський, Влодзимеж Лехович.
Завдання Ружанського зводилися до отримання від підслідних свідчень. Він набув репутації садиста, його методи допитів — тортури, побиття, психологічний пресинг — порівнювалися з гестапівськими. Поряд з тортурами, Ружанський практикував обман підслідних. Так, «словом офіцера» він гарантував капітану АК Емілії Малессі, що ніхто з відомих їй підпільників не зазнає репресій. Малесса назвала деякі імена та місцеперебування, зокрема Яна Жепецького. Усіх їх було заарештовано, піддано тортурам на слідстві та віддано під суд. Малесса марно нагадувала про дану обіцянку, закликала до «офіцерського слова», оголошувала голодування, після чого наклала на себе руки.
Полковник Ружанський був помітною фігурою внутрішньоапаратних конфліктів у МГБ. Жорсткі зіткнення відбувалися не лише між «єврейською» й «антисемітською» (Мечислав Мочар, Гжегож Корчинський) групами, а й усередині кожної з них. Багаторічна ворожнеча розділяла Ружанського з начальницею V (політичного) департаменту МГБ полковником Брістігер. Ще у радянській евакуації Брістігер написала донос на Ружанського та Френкель — за використання продовольчої допомоги польського уряду у вигнанні.
У 1949—1951 роках Ружанський виступав перед функціонерами МГБ як лектор ЦК ПОРП.

## Суди та терміни

### Партійно-службове розслідування
У 1953 році, після смерті Сталіна та розстрілу Берії, почалася десталінізація у Польщі. Додатковим поштовхом стала втеча підполковника Святло, який виявився «землетрусом» для МГБ. Важливим напрямом процесу стало викриття «зловживань» в органах держбезпеки.
Восени 1953 року до Центральної комісії партійного контролю ПОРП надійшла скарга на Ружанського, підписана його колишніми підслідними-комуністами. У скарзі докладно описувалися його слідчі методи, Ружанський характеризувався як жорстокий садист. Було розпочато службове розслідування. Звинувачення на адресу Ружанського активно підтримувала Брістігер, яка сама відрізнялася особливою жорстокістю.
5 березня 1954 року міністр Станіслав Радкевич видав наказ про звільнення полковника Ружанського з МГБ (при цьому він зберігав військове звання та нагороди — орден Відродження Польщі й орден «Хрест Грюнвальда»). Незабаром міністерство було скасовано, його функції передані новоствореному Комітету громадської безпеки з урізаними повноваженнями.
Після виходу з держбезпеки Ружанський деякий час служив у редакції іноземного мовлення польського радіо, потім керував державним видавництвом.

### Перше засудження
У суспільстві посилювалися антикомуністичні протести. Партійне керівництво схилялося до того, щоб піддати показовому покаранню функціонерів держбезпеки, відомих особливою жорстокістю. Ружанський був зручним об'єктом для польського аналога «справи Берії». Восени 1954 року у Політбюро ЦК ПОРП було прийнято рішення про кримінальне переслідування. Генеральна прокуратура звинуватила Ружанського у «перевищенні посадових повноважень і завданні шкоди інтересам ПНР».
Судовий процес відбувся у грудні 1955 року та проходив у закритому режимі. Хід процесу контролював секретар ЦК ПОРП Францишек Мазур. Епізоди звинувачення стосувалися тортур членів ПОРП, але не підпільників-антикомуністів. Ружанського було визнано винним у застосуванні недозволених методів слідства та засуджено до 5 років тюремного ув'язнення. За амністією термін було відразу скорочено до 3 років 4 місяців. Ружанський знаходився у внутрішній в'язниці МГБ, потім переведений до Мокотува.

### Друге засудження
У 1956 році у Польщі відбулися політичні зміни, до влади повернувся Владислав Гомулка. Критика держбезпеки сталінського періоду посилилася, персональні розслідування відновилися інтенсивніше. Юзефа Ружанського було знову притягнуто до кримінальної відповідальності разом з Романом Ромковським й Анатолем Фейгіном (на той час звільненими зі служби).
На суді Ружанський тримався грубо та зухвало. Він визнавав фабрикацію звинувачень і застосування тортур, але ставив це собі не в провину, а в заслугу, посилаючись при цьому на ленінські заповіти. В особливо одіозних випадках перевалював відповідальність на свого начальника Ромковського. 11 листопада 1957 року Ружанського та Ромковського засудили до 15 років в'язниці, Фейгіна до 12 років.
Ружанський подав апеляцію, проте Верховний суд скоротив термін лише на один рік. Відбував покарання у вроцлавській в'язниці. Зазначалося, що він жодною мірою не усвідомив тяжкості вчиненого та здатний повторити нелюдські діяння.

## Амністія, пенсія, смерть
До середини 1960-х років політична ситуація у ПНР знову змінилася — стався частковий реванш сталіністів. У жовтні 1964 році Ромковський, Ружанський і Фейгін були звільнені за амністією Держради. Проте ні до держбезпеки, ні до політики ніхто з них не повернувся. Щобільше, «фракція партизанів» Мечислава Мочара використовувала їхні образи в антисемітській кампанії (при тому, що Мочар та його сподвижники не менш брали активну участь у репресіях кінця 1940-х — початку 1950-х років).
Після виходу з в'язниці Юзеф Ружанський служив на Державному монетному дворі. Вийшов на пенсію у 1969 році. Помер у серпні 1981 року, на тлі гострої кризи та жорсткої політичної боротьби між режимом ПОРП і профрухом Солідарність. Його оцінки ситуації становили б інтерес, проте таких не збереглося.
Похований на Єврейському цвинтарі Варшави (на могильній плиті викарбовано: «Адвокат»).